# Delta Force
1. operativni odred specijalnih snaga–Delta (eng. 1st Special Forces Operational Detachment–Delta; 1st SFOD-D), poznat kao Delta Force je postrojba Vojske Sjedinjenih Država.

## Povijest
Delta Force je osnovan nakon mnogih, dobro publiciranih terorističkih incidenata u '70-ima, koji su pridonijeli odluci vlade SAD-a u ustanovljenju Delte kao postrojbe za protuterorizam.
Charles Alvin Beckwith, član Specijalnih snaga Vojske (poznatih kao "Zelene beretke") i veteran Rata u Vijetnamu, služio je kao razmjenski časnik u 22. SAS pukovniji tijekom gerilskog rata između Commonwealtha i malajske narodne oslobodilačke armije. Nakon što se vratio, Beckwith je podnio detaljni izvještaj ističući ranjivost Vojske SAD-a zbog nedostatka postrojbi tipa SAS. Specijalne snage Vojske SAD-a su se tijekom tog razdoblja usmjeravale nekonvencionalnom ratovanju, ali Beckwith je prepoznao potrebu "ne samo za učitelje, već i izvršitelje" (jer jedna od glavnih uloga Specijalnih snaga je uvježbavanje strane partnerske vojske). U planu je imao visoko prilagodljive i potpuno autonomne male timove sa širokim spektrom posebnih vještina za direktnu akciju i protuterorističke misije. Obavijestio je vojne i vladine ličnosti koje su odbijale stvaranje nove jedinice izvan Specijalnih snaga ili mijenjanje postojećih metoda.
Konačno, sredinom '70-ih, kako je prijetnja terorizma rasla, Pentagon je dopustio Beckwithu da oformi postrojbu. Charlie Beckwith je procijenio da bi bilo potrebno 24 mjeseca da se tu novu jedinicu osposobi kao spremnu za misiju. Beckwithova procjena nastala je od razgovora kojeg je imao prije s brigadirom Johnom Wattsom dok je bio u Engleskoj 1976. Watts je objasnio Beckwithu da b za stvaranje eskadrona trebalo 18 mjeseci, ali mu je savjetovao da iznese vodstvu Vojske da je potrebno dvije godine te da ga nitko ne smije odgovoriti od toga. Da bi se opravdalo zašto je potrebno dvije godine da se izgradi Delta, Beckwith i njegovi suradnici napravili su popis u kojem su naveli sve ono što bi bilo potrebno u tu svrhu.
4. studenog 1979., 53 američkih diplomata i građana postali su taoci u veleposlanstvu SAD-a u Tehranu, Iranu. Jedinici je dodijeljena operacija zvana Orlova kandža i naređeno joj je da potajno uđe u državu i izbavi taoce iz  veleposlanstva tijekom noći 24. i 25. travnja 1980. Operacija je prekinuta zbog problema s letjelicama. Komisija koja je pregledala nedostatke pronašla je 23 problema kod operacije, među kojima su neočekivani vremenski uvjeti pod kojim su se našle letjelice, problemi s gorivom, mehanikom i sl.
Nakon neuspjeha operacije, američka vlada shvatila da je potrebno više promjena. 160. avijacijska pukovnija za specijalne operacije je ustanovljena za posebne misije koje zahtijevaju zračnu potporu, a Mornarica je ustanovila Mornaričku specijalnu ratnu razvojnu grupu (Naval Special Warfare Development Group, DEVGRU). Zapovjedništvo za združene specijalne operacije je stvoreno za upravljanje raznim protuterorističkim jedinicama u Oružanim snagama SAD-a.

## Organizacija i struktura
Jedinica je u Zapovjedništvu za specijalne operacije Vojske (USASOC) i može djelovati kao dio Zapovjedništva za združene specijalne operacije (JSOC). Zapovjednik je pukovnik.
Operativni elementi jedinice:
- eskadron A
- eskadron B
- eskadron C
- eskadron D
- eskadron E
- eskadron G
- signalni eskadron
- borbeni potporni eskadron

Svaki jurišni eskadron (A, B, C i D) podijeljen je u trupe koje su podijeljene u timove;
- trupa 1 (jurišna): A, B, C, D tim
- trupa 2 (jurišna): E, F, G, H tim
- trupa 3 (izvidnička): I, J, K, L tim

## Djelovanja
Operacija Orlova kandža

Deltin prvi zadatak počeo je nakon noći kada su dovršili svoju operativnu procjenu 4. studenog 1979. kada su iranski studenti upali u američku ambasadu u Tehranu. Delta je odmah dobila zadatak da spasi taoce i počela je trenirati u kompleksu kojeg su sagradili vojni borbeni inženjeri u Bazi Zračne snage Eglin u Floridi te za kojeg predviđen da izgleda ili je sličan strukturi veleposlanstva u Tehranu. Po planu je spasilačka snaga trebala biti ubačena pomoću C-130 Hercules-a od Zračne snage SAD-a tijekom noći u udaljenu lokaciju u pustinji (Desert One) izvan Tehrana, zatim se sastati s grupom helikoptera RH-53 Sea Stallion (koji bi doletjeli s nosača zrakoplova U.S.S. Nimitz-a smještenog blizu Indijskog oceana) od Korpusa marinaca. Helikopteri bi potom bili nadopunjeni gorivom kod Desert One. Helikopteri i spasilačka postrojba (Delta Force i Rangeri) bi odletili na skriveni lokalitet izvan Tehrana i ostali pritajeni do sljedeće noći. Na večer spašavanja, Delta Force element bi kamionima došao do ambasade, pretražio kompleks, izbavio zatočenike te ih preveo preko ulice u nogometni stadion gdje bi se helikopteri smjestili za izvlačenje. Sea Stallioni bi odveli taoce na obližnje uzletište kod aerodroma kojeg je Rangerski vod zauzeo. Lockheed C-141 Starlifter-i bi poveli sa sobom cijelu spasilačku snagu i taoce, a helikoptere bi se uništilo i ostavilo.
Helikopteri su uzrokovali otkazivanje misije kod Desert One, kada ih je dosta bilo izgubljeno zbog pješčanih oluja, umorom pilota i hidrauličkim kvarovima. Predsjednik Carter je otkazao misiju. Dok je cijeli spasilački tim napuštao Desert One, jedan od helikoptera se sudario s C-130 i tijekom nastale eksplozije i panike, helikopteri su bili napušteni, ostavljajući neodobrene planove misije u rukama Iranaca, eliminirajući svaki mogući drugi potajni pokušaj spašavanja.
Operacije u Srednjoj Americi

Delta Force trupe su opsežno djelovale Srednjoj Americi, boreći se protiv Nacionalne oslobodilačke fronte Farabundo Marti i asistirajući pobunjeničkim grupama Kontraši zajedno s Centralnom obavještajnom agencijom (CIA).
Operacija Hitan bijes

Druga Deltina misija počela je u ranim jutarnjim satima prvog dana operacije Hitan bijes, 25. listopada 1983., gdje im je plan bio napasti zatvor Richmond Hill i spasiti političke zatvorenike. Pošto je građen od ostataka utvrde iz 18. stoljeća, nije bilo moguće prići zatvoru pješice na tri strane osim kroz gusti dio džungle na strmoj planinskoj padini; četvrtoj strani se može prići pomoću uske ceste s visokim stablima. Zatvor nije imao mjesta za helikoptera koji bi sletio s napadačkim snagama. Richmond Hill također okružuje i jedna strana strme doline. Preko i iznad doline, na višem vrhu, se nalazi još jedna utvrda – Fort Frederic, koja služi kao grenadanski stožer. Iz Fort Frederica, stožer je lako kontrolirao padine i tlo od tjesnaca dolje s vatrenim oružjem i paljbom strojnica. To je bila dolina koju su helikopteri s Delta Force preletjeli pod pucnjavom grenadanskog stožera u 06:30 sati tog jutra.
Helikopteri od Task Force-a 160 (160. avijacijska pukovnija za specijalne operacije) uletjeli su u dolinu i okrenuli svoje noseve zatvoru. U nemogućnosti za slijetanje, Delta borci počeli su se spuštati s užetom iz helikoptera. Iznenada, dok su se članovi tima počeli neobuzdano ljuljati na užetu, helikopteri su se našli u unakrsnoj paljbi sprijeda, dok su trupe iz zatvora pucale; i još razornije, straga i s vrha. Prema objašnjenjima grenadanskih svjedoka, jedan je pilot helikoptera krenuo nazad bez dopuštenja i odbio je letjeti za napad.
Let Aeropostal 252

29. srpnja 1984., let Aeropostal 252 iz Caracasa u otok Curaçao je otet. Dva dana kasnije, DC-9 su pretražili venezuelanske snage, koji su usmrtili otmičare. Delta Force savjetnik bio je prisutan kao potpora.
Operacija Okrugla boca

Delta je isplanirala operaciju za tri timova za Beirut u Libanonu kako bi izbavili taoce iz zatočeništva Hezbollaha, ali je akcija ukinuta kada su se pregovori sveli na to da se obeća zamjena oružja za taoce. Operacija je u konačnici potpuno obustavljena nakon što je priča iz novina Los Angeles Times otkrila Iran–Contra aferu.
Operacija Teška sjena

U knjizi Killing Pablo, Mark Bowden sugerira da je Delta Force sniper usmrtio kolumbijanskog narkobosa Pabloa Escobara. Ne postoji čvrsti dokaz ovoga, a zasluga je često pripisana kolumbijanskim sigurnosnim snagama, osobito Search Blocu, jednoj od troje jedinica za specijalne operacije Nacionalne policije Kolumbije.
Panama

Prije operacije Pravedan povod gdje su američke snage zauzele svoja mjesta, bile su ključne misije za specijalno operacijske snage. Operacija Kiseli gambit bio je plan za spašavanje CIA-inog špijuna zvanog Kurt Muse iz zatvora Carcel Modelo u Panama City-u.
Operacija Pustinjski štit i Pustinjska oluja

Delta Force je bio implementiran tijekom Pustinjske oluje s brojnim odgovornostima među kojima je bila potpora konvencionalnim vojnim postrojbama koje su pružale blisku zaštitu generalu Normanu Schwarzkopfu u Saudijskoj Arabiji. Delta Force, zajedno uz britanski SAS (Special Air Service) i koalicijske specijalne snage, su bili u potrazi za SCUD raketama na sjeveru Iraka 1991. kao odgovor na Saddamove napade na Izrael. Delta je istražila velike pustinjske površine u potrazi za nedostižnim kamionima s ispaljivačima SCUD raketa kojih su uništili 26.
Operacija Gotička zmija

22. kolovoza 1993., eskadron C od Delta Force je poslan zajedno s Rangerima i drugim postrojbama u Mogadishu, Somaliji.
Zadatak je bio uhvatiti nekoliko poručnika Mohameda Farraha Aidida, kao i još par meta visoke vrijednosti. Misija je postala ugrožena nakon što su dva MH-60L Black Hawk helikoptera srušena RPG-ovima. To je rezultiralo u daljnju bitku, a pet Delta operatora su poginula (šesti je umro u napadu minobacača danima kasnije), također je stradalo šest Rangera, pet vojnih avijatičara te dva člana 10. planinske divizije. Procjene somalijskih smrti variraju od 133, kako je rekao Aididov zapovjednik trupa, do 1500–2000 po izjavi američkog ambasadora u Somaliji. 1999. Mark Bowden objavio je knjigu Black Hawk Down: A Story of Modern War, prema kojoj je kasnije snimljen i film Ridleya Scotta 2001.
Operacija Podržana demokracija

Određeni potporni elementi Delte su sudjelovali u invaziji Haitija 1994., kao dio Task Force 120 (75. Ranger pukovnija i DEVGRU), zajedno s 1., 3. i 5. grupom Specijalnih snaga.
Talačka kriza u japanskom veleposlanstvu

U siječnju 1997., Delta Force i 6 članova britanskog SAS-a su uvježbavali peruanske snage.
Konferencija STO-a

Od 30. studenog do 2. prosinca 1999., članovi Delta Forcea pripremali su osiguranje protiv kemijskog napada na ministarskoj konferenciji Svjetske trgovinske organizacije u Seattleu.
Operacija Vječna sloboda

Delta Force bila je jedna od postrojbi uključenih u početnu invaziju na Afganistan 2001. Delta Force je formirala srž posebne jedinice koja je lovila visoko-vrijedne mete poput Osame bin Ladena i ostale važne vođe al-Qaede i Talibana od listopada 2001., početkom operacije Vječna sloboda. Jedna takva operacija bio je zračno-desantni napad s potporom 75. Ranger pukovnije na sjedište Mullaha Mohammeda Omara kod zrakoplovne piste u provinciji Kandahar. Iako Delta nije uspjela uhvatiti Omara, Rangeri su zauzeli bitno strateško mjesto.
Operacija Iračka sloboda

Jedna od nekoliko misija koje su Delta Force operatori imali važnu ulogu bila je invazija na Irak 2003. Potajno su ušli u Bagdad. Njihovi zadatci bili su vođenje zračnih napada, građenje mreža doušnika, prisluškivanje i sabotaža iračkih komunikacijskih linija. Sudjelovali su u operaciji Fantomski gnjev u travnju 2004. gdje su, većinom kao sniperi.
Nakon invazije, zajedno s britanskim SAS-om, Delta Force je bio smješten u MSS (Mission Support Station; postaja za potporu misije) Fernandez u Bagdadu i eventualno je postao dio Radne skupine Center/Green; postaja je imenovana po MSG (Master Sergeant) Andy Fernandezu, Delta operatoru koji je poginuo 2. travnja 2003. boreći se protiv Ansar al-Islama u sjevernom Iraku.
16. lipnja 2003., eskadron G od SAS-a i eskadron B od Delte, uhvatili su poručnika-generala zvan Abid Hamid Mahmud al-Tikriti koji je bio osobni tajnik Saddama Husseina te je bio označen kao četvrta najvažnija meta visoke vrijednosti u Tikritu. Uhvaćen je u združenom helikopterskom i kopnenom napadu bez ikakvog otpora ili žrtava.
Dva dana kasnije, 18. lipnja, kao dio Radne skupine 20 (Task Force 20), Delta Force operatori i Rangeri odletjeli su iz Mosula kako bi zaustavili convoy Iračana koji su se uputili prema sirijanskoj granici; JSOC je sumnjao da je Saddam Hussein bio član convoya. Helikopterima je ponestalo vremena prije nego što je convoy pobjegao preko granice, međutim, Sekretar obrane Donald Rumsfeld dopustio je da se potjera nastavi kroz Siriju. U konačnici, Hussein nije bio u convoyu, ali nekoliko njegovih rođaka je.
31. listopada 2003., Delta Force je asistirao esk. A od SAS-a u operaciji Abalone; američke obavještajne službe ušli su u trag sudanskom jihadistu za kojeg se vjerovalo da olakšava dolazak islamskih terorista u Irak – pomoću 3 kompleksa u predgrađu Ramadija. Delta operatori uspješno su napali jednu od označenih zgrada i preuzeli su promatračke pozicije, dok je SAS napadao komplekse. Nakon osiguravanja prve od njihovih ciljanih zgrada, SAS-ov napad usporio se tijekom napadanja posljednje zgrade i pretrpili su gubitke, vod Bradley IFV-ova "namlatio" je kuću s paljbom i Delta Force je napao zgradu, pomogavši dovesti operaciju na uspješni zaključak. Za operaciju se vjerovalo da je usmrtila sudanskog jihadista, zajedno s desecima ostalih insurgenata, također je uhvaćeno i 4 stranih insurgenata, time pronalazeći neke od prvih stvarnih dokaza o međunarodnom jihadističkom pokretu u Iraku.
Do rane 2004., centar združenih operacija postavljen je u Zračnoj bazi Balad gdje bi JSOC-ov rat u Iraku bio pod vodstvom zapovjednika Delta Forcea; postao je operativan do srpnja.
2005., Delta Force zajedno s DEVGRU-om i regularnim snagama iz Vojske i Marinaca proveli su operaciju Zmijske oči; operacija sa svrhom da uništi lokalne mreže militanata, posebice protiv AQI-a (al-Qaeda u Iraku), eliminirajući grupe od vrha do dna, s naročitim fokusom na "posrednike". Operacija je provedena diljem Iraka. U svibnju iste godine, Delta operatori ubačeni su u zonu Radne skupine Blue (DEVGRU) u dolini Eufrata i uskoro su s nizom blisko-dometnih borbi došli u kontakt sa sunitskim militantima u velikom broju. 1. lipnja, SFC Steven Langmack poginuo je tijekom misije pored sirijanske granice, bio je jedan od prvih Deltinih žrtava od 2003. 17. lipnja, Delta operatori pretresli su kuću u al-Qaimu, blizu gdje je Langmack ubijen, uz potporu obližnjih bataljuna američkih Marinaca, napadajući brojne al-Qaedine borce od "kraja lanca". Jihadisti su imali bunker unutar zgrade – postavljajući zamku za jurišnike, kao rezultat, dva Deltina operatora Mike McNulty i Robert Horrigan poginuli su. Zbog rastućeg broja ubijenih i ranjenih u eskadronu, general Stan McChrystal zatražio je tada-direktora britanskih specijalnih snaga za asistenciju, međutim, odbio je radi tretiranja prema pritvorenicima i stanjima JSOC-ovog objekta za pritvor u Baladu i ostalim operativnim problemima kao što su pravila postupanja. Stoga je drugi Deltin eskadron doletio i Delta je nastavila sa svojim operacijama. 25. kolovoza, 3 operatora i 1 Ranger poginuli su u Gornjem Eufratu nakon što je njihovo vozilo uništio IEN; barem 3 operatora iz DEVGRU-a koji su u isto vrijeme bili ubačeni u Afganistanu dodijeljeni su Delti nakon što su zatražili dodatne jurišnike.
Rane 2006., Delta Force sudjelovao je u operaciji Dahir; udruženoj akciji s regularnim i ostalim jedinicama za specijalne operacije, cilj je bio eliminirati vodstvo AQI-a. 14. svibnja 2006., eskadron B od Delte – uključujući i suradničkog časnika SAS-a, proveli su misiju pored Yusufiye, protiv al-Qaedinih boraca u nekoliko zgrada. Dok su se operatori iskrcavali iz helikoptera pretrpjeli su paljbu iz vatrenog oružja i minobacača iz obližnje kuće, situacija je brzo eskalirala u bitku kako je više al-Qaedinih boraca dolazilo u borbu. 3 al-Qaedinih boraca – 1 bombaš samoubojica – pokušali su provesti napad pomoću kamiona, ali ubijeni su pod tučom paljbe. Gunneri s bočnih vrata helikoptera koji su ubacili operatore pucali su u insurgente dok su AH-6 Little Bird-ovi radili niske prelete s paljbom, jedan AH-6 bio je oboren. Usprkos žestini bitke, operatori su uspjeli doći do svojih meta i zarobili su četiri insurgenata te pomogli trojici ozlijeđenih žena; tijekom zatišja, helikopter za CASEVAC (casualty evacuation; evakuacija žrtava) sletio je da bi maknuo mjesnike, ali je također došao pod paljbu, tako da su Amerikanci sazvali zračne napade na nekoliko meta oko zone slijetanja. U trajanju misije, 3 ostalih helikoptera bilo je prisiljeno sletiti zbog štete od paljbe s tla, ukupni broj stradalih bio je 2 ubijenih i 5 Amerikanaca ranjenih, s time da je više od 25 terorista ubijeno i 4 uhvaćeno. Zapovjednik eskadrona B bio je oslobođen svoje pozicije.
U travnju 2006., u racijama koje su proveli esk. B od SAS-a i esk. B od Delte na mete al-Qaede u područjima pod nazivom "Bagdadski pojasevi", prikupljene su informacije koje su dovele Koalicijske snage da provedu operaciju Larchwood 4; misija je pomogla neutralizirati Abu Musaba al-Zarqawija. Delta je bila i prisutna kod opsade Mosula u kojem su Uday i Qusay Hussein ubijeni, a također je i sudjelovala u lovu i eventualnom uhićenju Saddama Husseina. To je bila radna skupina (task force) kojeg je činio jedan Deltin eskadron te Rangeri. Delta je na tlu sjeverno od Baqube 7. lipnja 2006. nadzirala kompleks gdje se Abu Musab al-Zarqawi skrivao. Nakon dugog lova na njega, Delta je sazvala zračni napad.
Objektiv Medford

4. travnja 2004. na ulicama Bagdada su skupinu stranih radnika oteli irački kriminalci. Jedan od talijanskih taoca, Fabrizio Quattrocchi, je pogubljen nedugo nakon otmice. Preostali zarobljenici bili su Salvatore Selfio, Umberto Cupertino, Maurizio Agliana i Jerzy Kos iz Poljske.
8. lipnja iste godine., eskadron A od Delte, zajedno sa 160. SOAR ("Noćni vrebači") proveli spasili su strane radnike u kompleksu pored Ramadija. Otmičari su se odmah predali kad su ih operatori uhvatili nespremne. Misija je bila potpuni uspjeh.
Cijela akcija može se vidjeti na snimci: link
Spašavanje Roya Hallumsa

7. rujna 2005., Deltin tim spasio je američkog taoca. Roy Hallums radio je kao ugovaratelj, a Iračani su ga oteli 1. studenog 2004. zajedno uz šestero drugih: Phillippino Roberto, Tarongoy, nepalac zvan Inus Dewari i još 3 Iračana. Dewari i 3 Iračana puštena su nedugo nakon otmice. Tarongoy je oslobođen u lipnju 2005., i rekao je da je Hallums još živ i da se u njegovu zamjenu traži 12 milijuna dolara. U rujnu iste godine je jedan Iračanin kojeg su pritvorile Koalicijske snage pružao obavijest na protivničku lokaciju gdje je Hallums držan: farmerska kuća nekih 24 km južno od Bagdada, glavnog grada. Hallums je pronađen u betonskom podrumu sa samo slamčicom za disanje. Jedan Delta operator pitao je Hallumsa "Jesi li ti Roy?". "Da." – odgovorio je. "Jackpot" uzviknuo je spasitelj. Roy je bio u zatočeništvu 311 dana.
Spašavanje se može vidjeti na videu: link
Napad u Benghaziju 2012.

Tijekom napada u Benghaziju 11. rujna 2012., dva Delta Force operatora u suradnji s pet CIA-inih officera i dva bivša Navy SEALova bili su u pomoć opkoljenoj ambasadi u Benghaziju, nakon što su platili pilotima 30 000 dolara da ih iz Tripolija odvedu u Benghazi. Poslije žestoke borbe, spasilačka ekipa uključujući dva Deltina članova, asistirali su u evakuaciji preživjelog diplomatskog osoblja prema glavnoj ambasadi u Tripoli. Za njihovu hrabrost i odvažnost Ryan Halbruner nagrađen je Križem istaknute službe, a Jolly Tate Mornaričkim križem.
Uhićenje Abu Anas al-Libia

Čovjek odgovoran za bombardiranja u američkoj ambasadi u Keniji 1998. – Nazih Abdul-Hamed Nabih al-Ruqai'i, poznat pod pseudonimom Abu Anas al-Libi, je uhvaćen 5. listopada 2013. (subota) kada su oko 10 Delta operatora uz pomoć FBI agenata i CIA-inih SAD (Special Activities Division) operativaca u 6 sati ujutro s bijelim kombijima s obojenim zamračenim prozorima okružili al-Libijev automobil te ga odveli s ulice glavnog grada Libije, Tripolija. Tijekom akcije su razbili prozore njegovog auta te al-Libiju navukli crnu vreću preko glave prije nego što su ga strpali u vozila bez registarskih pločica. Cijela ekipa je u sekundama nestala, a metu (al-Libi) je čekao sud s nizom optužbi zbog međunarodnih zločina.
Cijela snimka operacije može se vidjeti na sljedećem linku: link
Hvatanje Abu Ahmeda Khattale

Preko noći 14. i 15. lipnja 2014., Delta Force tim, zajedno uz element Obavještajnog potpornog aktiviteta (Intelligence Support Activity, ISA) uhvatili su Abu Ahmeda Khattalu, koji je bio jedan od sudionika napada u Benghaziju 2012. FBI je ponovno bio prisutan jer je Barack Obama htio da to više bude policijsko uhićenje nego vojna racija. Khattala je uhvaćen na veoma sličan način kao i al-Libi.
Racija u sjevernoj Siriji

4. srpnja 2014., nekoliko Deltinih timova je ubačeno u sjevernu Siriju s ciljem da pronađu i izbave zatočenog novinara Jamesa Foleya i ostale američke taoce. Sudeći prema svjedocima, nakon što su uništili protuzračna oružja, operatori su napali bazu Islamske države Iraka i Sirije (ISIS). Baza je uništena, a svi jihadisti ubijeni s time da je jedan Amerikanac bio ranjen tijekom ubačavanja. Nije bilo prisutnih taoca zbog čega nije bilo nikoga za izbaviti.
Racija u istočnoj Siriji

Preko noći 15. i 16. svibnja 2015., Delta Force operatori ušli su u al-Amr u istočnoj regiji Sirije pomoću helikoptera Black Hawk i V-22 Osprey gdje su na višekatnom kompleksu usmrtili ISIS-ovog glavnog seniorskog vođu Abu Sayyafa, uhvatili njegovu ženu te oslobodili 18-godišnju Yazidi ženu za koju je Pentagon tvrdio je držana kao rob. Jedan američki vojni službenik nazvao je Sayyafa "emirom nafte i plina". Abu je služio ISIS-u kao financijer. Službenik Departmana obrane SAD-a rekao je da su islamski borci koji su branili svoju zgradu i Abu Sayyafa pokušali iskoristiti žene i djecu kao štitove. Delta operatori su eventualno ušli u zgradu gdje su u sobi našli Abu Sayyafa i njegovu ženu Umm zajedno. Racija je obavljena nakon puno tjedana nadziranja Abu Sayyafa koristeći informacije sakupljene od male, ali rastuće mreže doušnika koje su CIA i Pentagon razvili u Siriji, kao i od satelitskih slika, izvidničkih UAV-ova i elektronskog prisluškivanja. Članovi Delte odmah su upali u pod pucnjavu čim su sletjeli pored zgrade u al-Amru koji je oko 30 km jugoistočno od Deir Ezzora, blizu naftnih instalacija koje je Abu nadzirao. Abu Sayyaf je neuspješno "pokušao uzvratiti" Delta timu paljbom. Operatori su mu uzeli ženu koja je imala vitalne informacije o ISIS-u i izbavili taoca dok su se vraćali prema Black Hawku koji je završio s mnogo rupa od zrna metaka tijekom racije. Delta Force je također preuzeo mnogo obavještajnih sredstava, mobitele, laptope, dokumente i ostale materijale. Itko od Deltinih članova nije poginuo ili ostao ranjen, a Islamska država izgubila je 12 hajia u borbi. Navodno je bilo i borbe "prsa u prsa".
Racija u sjevernom Iraku

Oko 02:00 sati, 22. listopada 2015., Peshmerga i 30 Delta Force operatora izbavili su oko 70 iračkih taoca koje je ISIS držao zarobljenim u gradu pod imenom Hawija u provinciji Kirkuk, Irak. Taoce, među kojima je bilo 20 članova iračkih sigurnosnih snaga, je čekalo neizbježno masovno pogubljenje. Viši službenik Departmana obrane SAD-a izjavio je da je jedan član američkih snaga poginuo u borbi (Josh Wheeler), navodno je 10–20 ISIS-ovih boraca ubijeno, a 5 uhvaćeno te da su važne informacije o terorističkoj grupi obnovljene. 
Američki kontingent od 3500 trupa savjetuje i trenira iračke i kurdske snage u vojnim bazama i područjima za vježbu. Viši američki službenici dugo su tražili dopuštenje od Bijele kuće da pošalju male timove na bojište s iračkim snagama zbog nekih važnih operacija, kao što je bitka za Mosul. Tajnik Pentagona, Peter Cook, rekao je da je SAD žurio spasiti živote i pokušavao pomoći odanom savezniku – kurdskoj regionalnoj vladi. Odluku da se američkim helikopterima (kombinacija Black Hawka i Chinooka) ubace Delta i Peshmerga donio je Sekretar obrane Ashton B. Carter. Arapski taoci oslobođeni su iz ISIS-ovog zatvora, "Ljudi su bili okovani na zid", rekao je jedan dobro-postavljeni vojni izvor Fox Newsu. F-15 je proveo zračne napade prije i poslije operacije, uništivši zatvor u potpunosti i obližnji most pored Hawije čime je ukinuta sposobnost ISIS-a da dobiva pojačanja. Kurdi su trebali voditi operaciju dok bi Amerikanci imali ulogu potpore. Međutim, Kurdi su bili pritisnuti paljbom od protivnika, tako da su Delta operatori počeli manevrirati kako bi pomogli svojim kurdskim saveznicima, zbog čega je jedan operator smrtno ranjen, izjavio je pukovnik Steven H. Warren, glasnogovornik Koalicije u Iraku pod američkim vodstvom. Kada su zatvorenici bili oslobođeni, Kurdi su se zaprepastili vidjevši da nije bilo ni jednog njihovog borca. Nije jasno je li obavještajnost bila loša ili je Islamska država premjestila Kurde negdje drugdje. Umjesto očekivanih 20 zatvorenika, bilo ih je 69, rekli su Kurdi. Neki od zatočenih bili su i mjesni stanovnici i militanti za koje ISIS sumnjao da su izdajice. Oslobođeni su rekli iračkim i američkim službenicima da su trebali biti pogubljeni u zoru u četvrtak nakon jutarnje molitve. Rovovski grobovi već su bili iskopani. Zgradu koju su preuzeli militanti bila je u vlasništvu lokalnog suca koji je napustio regiju. Za svoje akcije u operaciji, Delta operator Pat Payne nagrađen je Medaljom časti 2020.